# (180857) Hofigéza
(180857) Hofigéza, désignation internationale (180857) Hofigeza, est un astéroïde de la ceinture principale.

## Description
(180857) Hofigeza est un astéroïde de la ceinture principale. Il fut découvert le 28 avril 2005 à Piszkesteto par Krisztián Sárneczky. Il présente une orbite caractérisée par un demi-grand axe de 2,25 UA, une excentricité de 0,11 et une inclinaison de 6,3° par rapport à l'écliptique.

## Compléments